# Hakuzōsu

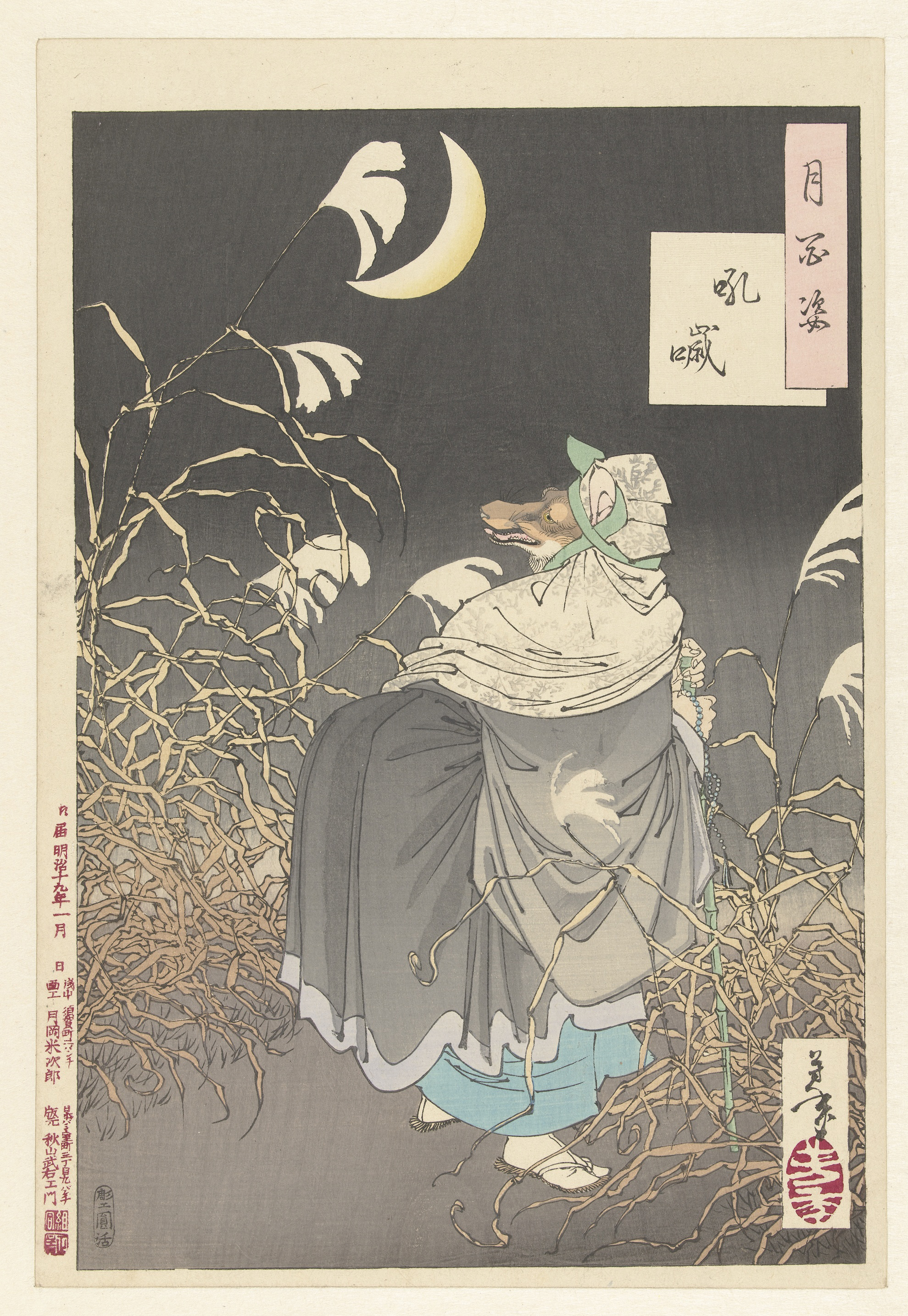
Cent aspects de la Lune no 13 Konkai (« La plainte du renard »). Impression sur bois par Tsukioka_Yoshitoshi.

Hakuzōsu (白蔵主/伯蔵主/白蔵司) est un personnage légendaires issu du folklore japonais. Le récit raconte l’histoire d’un renard prenant l’apparence d’un moine après avoir volé son identité. L’histoire a été adaptée à de nombreuses reprises au fil des siècles, les noms, les lieux et d'autres détails changeant à travers différentes adaptations, aussi bien au théâtre dans la pièce intitulée Tsuri-gitsune ou encore dans les récits comme dans l’Ehon hyaku monogatari.

## Présentation
Il s’agit d’un byakko (白狐 ; « renard blanc »), un esprit-renard généralement doté d’un pelage blanc, associé à la divinité Inari, qui dans le récit, a pris la forme d’un moine du même nom, pour convaincre son neveu, piégeur de renards, d’arrêter de massacrer ses amis et sa famille. Le dénominateur commun des différents récits étant la transformation du renard en moine et sa mort à la fin de l’histoire.
Selon le spécialiste des yōkai Katsumi Tada (多田克己), le nom « Hakuzōsu » tirerait son origine du mot « Haku » (白 ; blanc) qui fait référence au byakko. Le fait que le renard a pris la forme de l’oncle du piégeur est symboliquement associé au caractère chinois 伯, désignant « l’oncle », qui est une combinaison des caractères 人 (jin ; personne) et 白.

## Légende

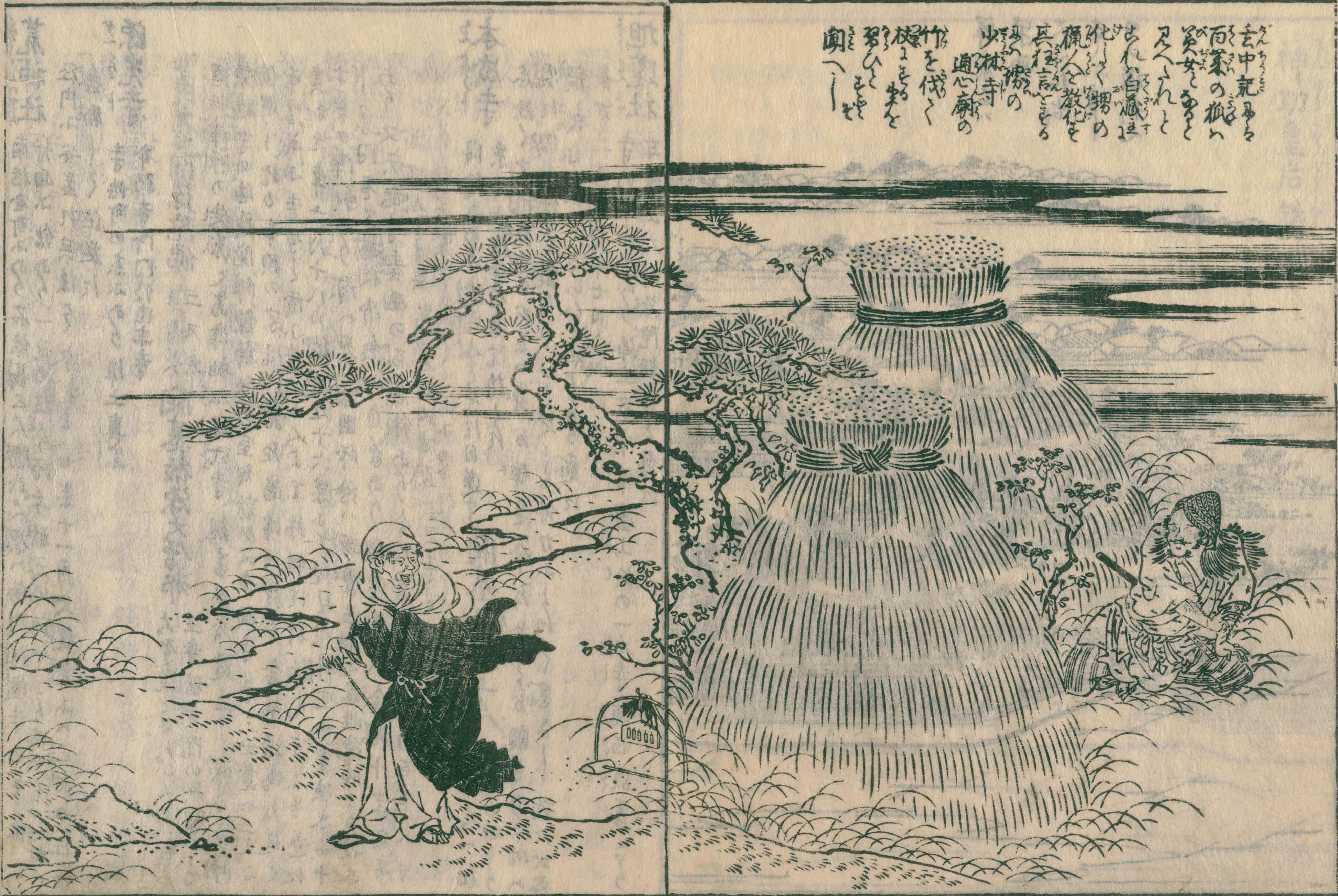
Illustration de Hakuzosu tirée du Izumi Meisho Zue (和泉名所図会), par Takehara Shunchosai.

### Récit original
Pendant l’époque des cours du Nord et du Sud, en l'an 1381, première année de l'ère Eitoku, un moine nommé Hakuzōsu vivait à l'ermitage Kōunan, situé dans le temple Shōrin-ji, une dépendance du temple situé dans la Province d'Izumi. Hakuzōsu était un fervent dévot du grand dieu Inari et ne manquait jamais de pratiquer les rituels religieux quotidiens.
Un jour, dans une bambouseraie, il rencontra un renard blanc à trois pattes. Pris de pitié, il ramena l'animal au temple et s'en occupa avec soin. Lorsqu’il l’amena chez lui, le renard lui révéla qu’il n’était pas qu’un simple renard, mais aussi la divinité gardienne du temple le préservant des pillages et des dégradations grâce à ses pouvoirs de voyance. Sa singularité morphologique lui était transmise par son clan, tout ses descendants servant le temple en seraient pourvus.
Mais non loin du temple vivait un chasseur de renard passionné, neveux de Hakuzōsu. Ce dernier effrayait le renard blanc, qui décida de se déguiser en celui qui l’avait pris chez lui pour rendre visite à son neveu et prêcher les vertus de la préservation de la vie, enseignées par la foi bouddhique. Cependant, le neveu découvrit la véritable identité du renard. Il tenta de l'appâter avec des tenpura de rongeur pour le capturer, mais le renard parvint finalement à échapper au piège. Par la suite, le renard blanc fut alors vénéré sous le nom de « Hakuzōsu Inari ».
Cette histoire a inspiré le kyōgen intitulé 'Tsuri-gitsune' (釣狐 ; « Le renard pris au piège »). Selon la légende, le renard aurait été touché par la dévotion des acteurs de kyōgen, se serait déguisé en vieillard pour observer leur représentation, et aurait même enseigné les mouvements de renard aux acteurs. Avant de jouer Tsurigitsune, les acteurs visitaient le Shōrin-ji, priaient pour obtenir la bénédiction du renard, et utilisaient comme canne une  tige de bambou  provenant de l'enceinte du temple.

### Variante
Cette histoire est consignée dans plusieurs ouvrages de l'époque d'Edo, comme la géographie locale Sakai Kagami, le Naniwamaru, le Senshūshi, le Izumi Meisho Zue, ainsi que dans les essais Wago Renju (Wakan Kōjidan), et les encyclopédies Wakan Sansai Zue. Aujourd'hui, le corps sacré du renard est une statue secrète rarement exposée. Cependant, autrefois, elle était montrée au public à intervalles de plusieurs décennies. De nos jours, seule une statue du renard est dévoilée sur demande des visiteurs. Le Shōrin-ji organise chaque année, le 21 mars, une fête printanière en l'honneur du Hakuzōsu Inari. L'illustrateur Takehara Haruchōsai, qui a réalisé les gravures du Izumi Meisho Zue, était le père de Takehara Harusensai, l'artiste qui a illustré le Ehon Hyaku Monogatari. Ainsi, père et fils ont tous deux dessiné des représentations du Hakuzōsu.

#### Dans l’Ehon yakku monogatari

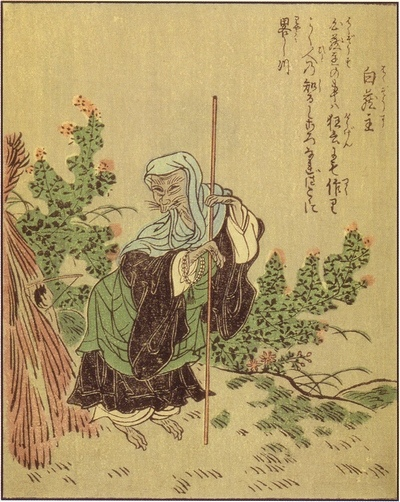
Illustration de Hakuzōsu dans l’Ehon hyakku monogatari

Il y a bien longtemps, vivait un trappeur nommé Yasaku (弥作). Il gagnait sa vie en capturant des renards pour vendre leurs peaux au marché. Près de sa demeure s’élevait une montagne nommée Muchiyama (夢山), où résidait un vieux byakko au pelage argenté. Ce renard, témoin des ravages causés par Yasaku, voyait sa famille et ses amis tomber un à un dans les pièges du chasseur, jusqu’à devenir le dernier survivant. Rongé par le chagrin et la colère, le renard décida de se venger et de donner une leçon au trappeur.
Dans les environs, Yasaku avait un oncle moine du nom de Hakuzōsu (白蔵主), supérieur du temple Hōtō-ji (宝塔寺). Le renard, rusé et maître des métamorphoses, prit l’apparence du moine pour mettre son plan à exécution. Se présentant chez Yasaku sous les traits de Hakuzōsu, il réprimanda sévèrement le chasseur pour ses actes, invoquant les principes bouddhistes qui condamnaient le meurtre des êtres vivants comme un grave péché. Il lui conta l’histoire de Tamamo no Mae, une femme renarde dont les péchés avaient conduit à sa transformation en rocher maudit, afin de lui rappeler les conséquences tragiques de ses actions.
Le faux Hakuzōsu proposa alors un marché à Yasaku : en échange de tous ses pièges, il lui remit une bourse remplie d’or et lui fit promettre d’abandonner la chasse aux renards. Yasaku accepta, et le renard, satisfait, retourna dans la forêt.
Mais l’or donné par le renard ne dura pas. Yasaku, désormais ruiné, décida de se rendre au temple de son oncle pour lui demander davantage d’argent. Le renard, prévoyant, arriva au temple avant lui. Là, il attira le véritable Hakuzōsu hors de la sécurité du sanctuaire, le tua, et usurpa de nouveau son identité.
Lorsque Yasaku arriva, le renard déguisé en moine le chassa fermement, refusant de lui donner quoi que ce soit. Déçu, Yasaku repartit les mains vides. Le renard, lui, poursuivit son rôle, vivant au temple sous les traits de Hakuzōsu. Pendant cinquante années, il remplit avec dévouement les fonctions de moine supérieur, accomplissant les rituels religieux et gagnant le respect des villageois, qui ne soupçonnèrent jamais sa véritable nature au point où il en oublia sa véritable identité lui-même.
Un jour, lors d’une grande chasse aux cerfs organisée dans une ferme voisine, Hakuzōsu, curieux, s’y rendit parmi la foule pour observer de manière insouciante. Mais deux chiens appartenant à un samouraï détectèrent son odeur et reconnurent sa véritable identité. Bondissant sur lui, ils l’attaquèrent sauvagement et le mirent en pièces. Lorsque les chiens furent rappelés, les villageois découvrirent avec effroi le corps d’un vieux renard au pelage argenté, révélant le secret gardé depuis tant d’années.
Craignant que l’esprit du renard ne revienne les hanter ou les maudire, les habitants décidèrent de lui offrir une sépulture digne. Ils enterrèrent son corps à l’ombre d’une montagne voisine et érigèrent un sanctuaire en son honneur, qu’ils baptisèrent Kitsune no Mori (狐の杜, « Le Bois des Renards »).
Le mont Muchiyama (夢山), mentionné dans l’Ehon Hyaku Monogatari, est connu à l'époque moderne sous le nom de Mont Atago (愛宕山), situé dans l’actuelle ville de Kōfu, dans le quartier de Kokufuchō. Ce mont faisait partie des terres du Ōsen-ji (大泉寺), un temple où se trouve le sanctuaire Muchiyama Inari-sha (夢山稲荷社).

Selon les légendes, deux renards blancs vivaient autrefois sur le mont Muchiyama. Lorsqu’un mume fut transplanté du mont au sein du domaine du Ōsen-ji, les renards, mécontents, se rendirent chaque nuit au temple, hurlants à la mort pour que l’arbre leur soit rendu. Le sanctuaire Muchiyama Inari-sha aurait été érigé en l'honneur des deux renards blancs, morts d'épuisement après avoir hurlés chaque nuit. Cependant, le moine supérieur actuel du temple Ōsen-ji affirme ne pas connaître d’histoire où un renard se serait transformé en moine, comme mentionné dans le Ehon Hyaku Monogatari.

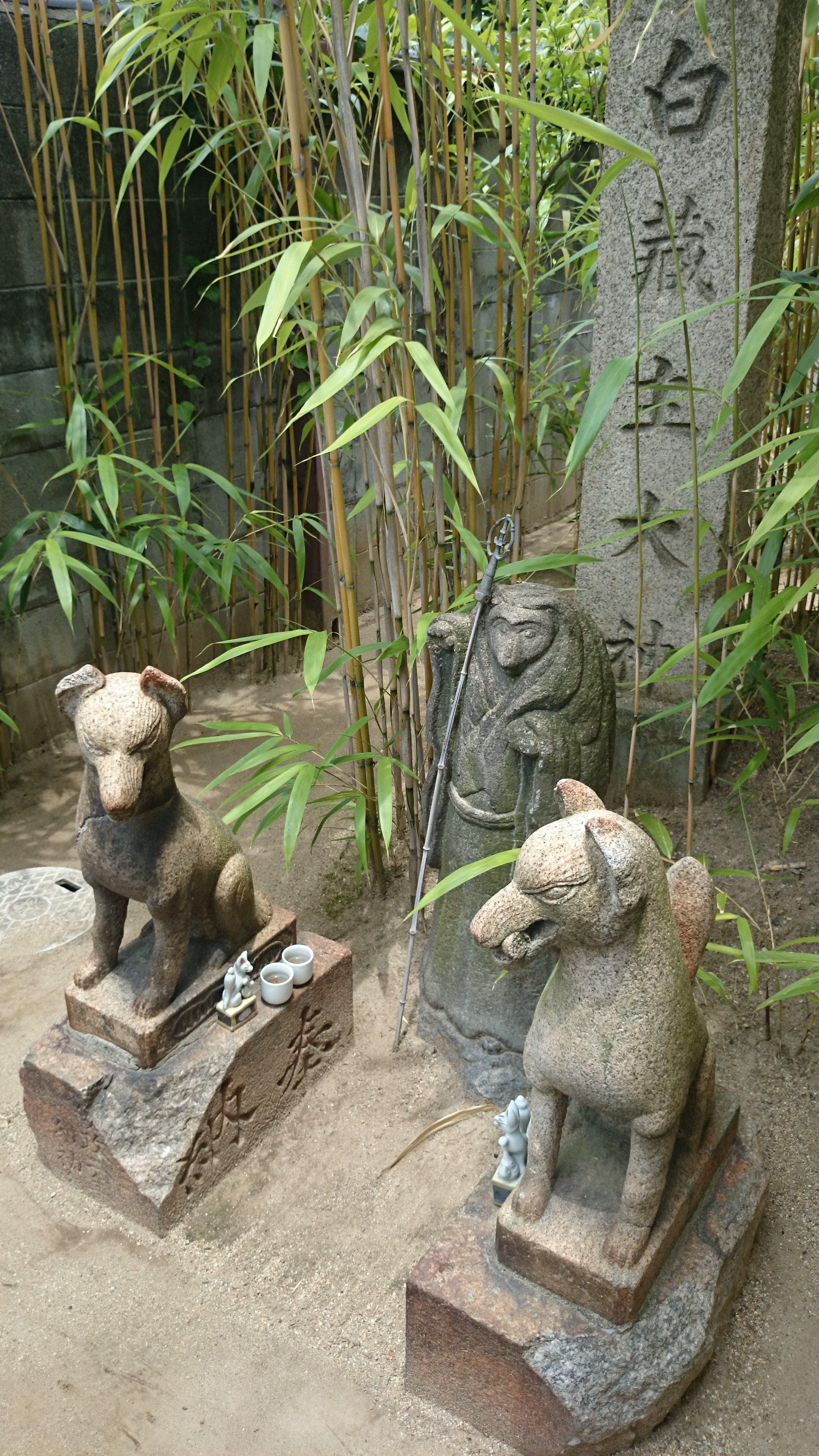
Statue de Hakuzosu dans l'enceinte du Shorin-ji.

## Représentations artistiques

### Le paravent de Suzuki Shōnen
Un célèbre paravent représentant Hakuzōsu sous sa forme de moine-renard, peint par l'artiste Suzuki Shōnen, est conservé au Ryōgen-in, à Kyoto. Ce paravent fut offert au temple après qu'un propriétaire, conseillé par un ascète, crut qu'il devait s'en séparer pour apaiser un esprit-renard mécontent. Depuis lors, il est exposé au public dans une salle appelée "Kokkutsu" (狐窟, « Caverne des renards »).

## Temples et sanctuaires dédiés à Hakuzosu
- Temple Shorin-ji – sanctuaire d'Inari Hakuzosu Daimyōjin (Osaka)
- Temple Kaifuku-ji – sanctuaire d'Inari Hakuzosu Daizenshin (Ōita)
- Temple Shippō-ji – sanctuaire Hakuzosu Daizenshin (Osaka)
- Hakuryū Inari Ōkami (Beppu)
- Hakuzosu no Tsuka – sanctuaire Hakuzosu Daizenshin (Higashiōsaka)

## Inspirations littéraires

### Littérature classique
- Tsurigitsune (釣狐 ; « Le renard pris au piège ») / Konkai (吼噦 ; « Le Cri du renard »)
- Ehon Hyaku monogatari (« Cent histoires illustrées »), où la légende est adaptée sous une autre version localisée dans la province de Kai.

### Œuvres modernes
- Manga : Nura: Le Seigneur des Yokaï (Hiroshi Shiibashi)